# Questar-3,5″-Teleskop
Das Questar-3,5″-Teleskop ist ein von der Questar Corporation mit Sitz in New Hope, Pennsylvania, 1954 bis 2000 hergestelltes Maksutov-Cassegrain-Teleskop.

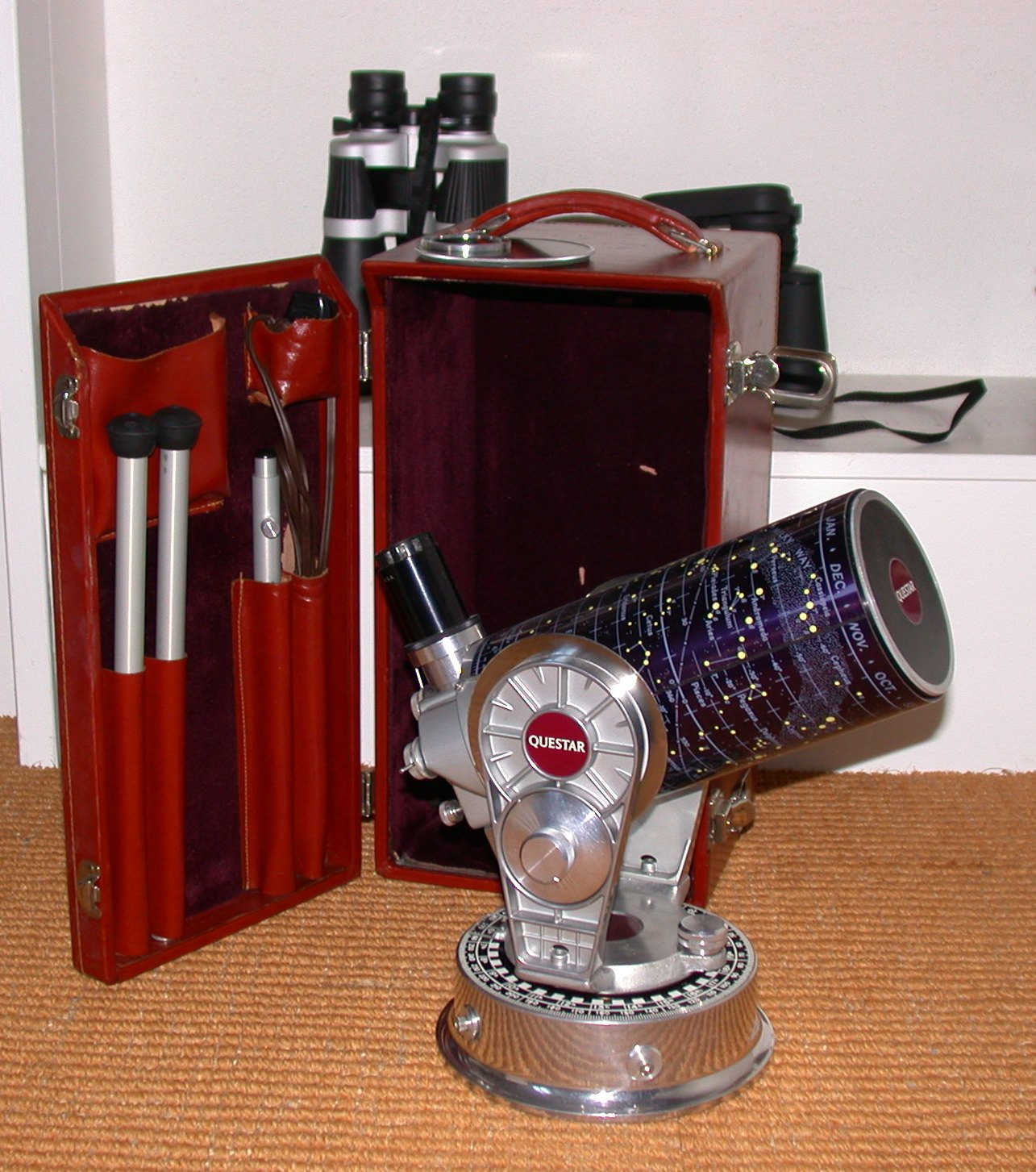
Questar 3,5″

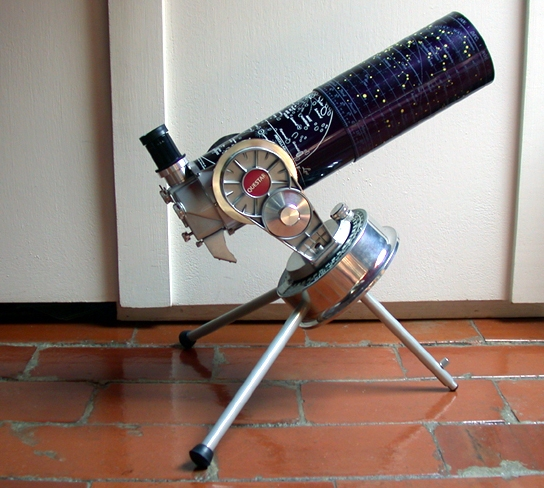
Questar-Montierung nach der Erdachse ausgerichtet

## Questar 3,5″ (Spezifikation ab 1961)
Das für Amateurastronomen hergestellte Questar-3,5″-Standard-Teleskop hat eine freie Öffnung von 88,9 mm, was bei einer Brennweite von 1280 mm ein Öffnungsverhältnis von {\displaystyle f/14,4} ergibt. Das hintere Ende des Tubus ist durch ein Gehäuse abgeschlossen, dieses enthält die Fokus-Stellschraube, das Zenitprisma, den Okularträger, die Barlowlinse, den Sucher sowie die Bedienungselemente dazu. Hinten am Gehäuse kann ein Kameraadapter zur Fokalfotografie angebracht werden. Zum Zubehör gehört ein auf das Objektiv aufschraubbarer Sonnenfilter, zusätzlich ist der QMax, ein von Questar hergestelltes Sonnenspektrometer, zum Anschluss an die Questar-Teleskope erhältlich.
Das Zenitprisma lässt sich seitlich verschieben, um den Strahlengang für den senkrecht eingebauten Sucher und die Fokalfotografie freizugeben. Der Sucher hat eine Brennweite von 100 mm, mit dem eingesetzten 24-mm-Okular ergibt dies eine 4-fache Vergrößerung. Das zu beobachtende Objekt wird über einen unter dem Gehäuse angebrachten 45°-Spiegel erfasst, dieser kann mit einem zuschaltbaren Sonnenfilter abgeblendet werden. Die über dem Zenitprisma zuschaltbare Barlowlinse erhöht die Brennweite und Vergrößerung um das 1,7-Fache. Die Streulichtblende, die auch als Tauschutzhülse dient, ist verschiebbar auf den Tubus angebracht. 

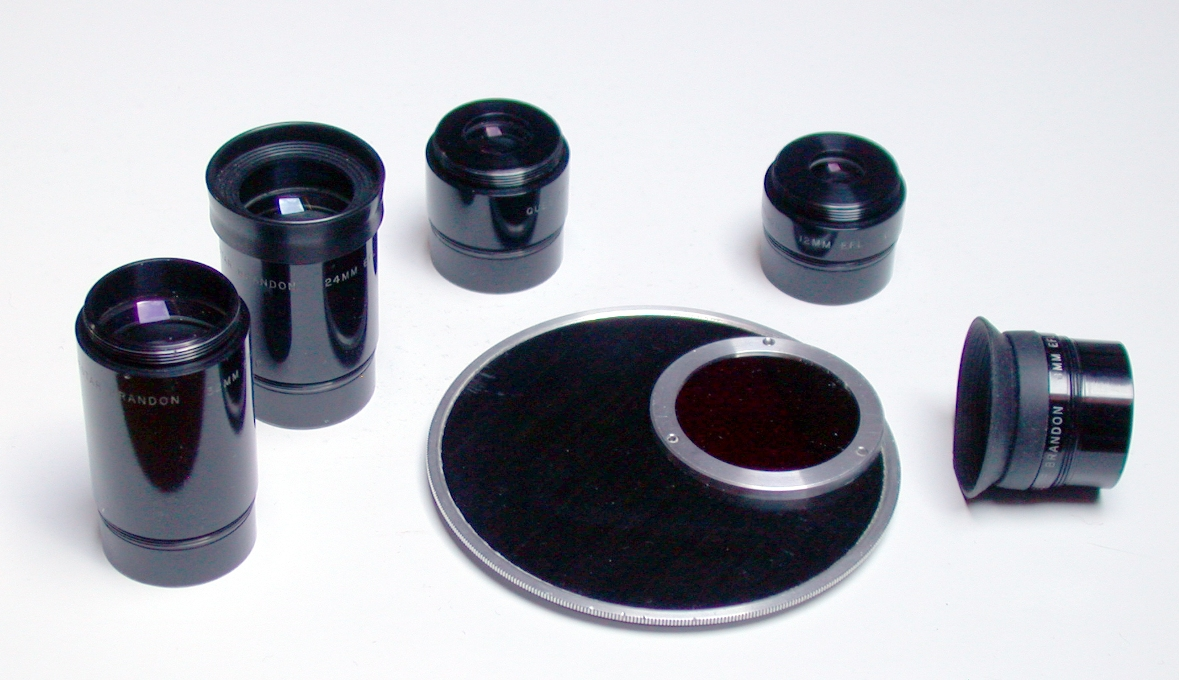
Questar-Sonnenfilter, Brandon-Okulare

Die Questar-Brandon Okulare (Typ Plössl modifiziert, Brennweite 6 / 8 / 12 / 16 / 24 / 32 mm), Durchmesser 1¼ Zoll, sind mit einem Gewinde versehen. 1¼-Zoll-(31,75-mm)-Okulare anderer Hersteller sowie 2-Zoll-Okulare können nicht verwendet werden.  
Der Tubus ist auf einer Gabelmontierung aus Aluminium gelagert. Diese kann azimutal verwendet werden. Mit den im Zubehör vorhandenen einsteckbaren Stützen kann sie, auf die Erdachse gerichtet, auch parallaktisch betrieben werden, zur Nachführung dient ein Elektromotor von wahlweise 12, 110 oder 220 Volt. Für höhere Ansprüche, insbesondere für das Fotografieren, hat Questar hat auch eine Polhöhenwiege inklusive Stativ im Angebot.

## Varianten
Im zivilen Markt wurde der Questar 3,5″ in folgenden Varianten angeboten:
- 3,5″ Questar Standard, wie oben beschrieben. Im Jahr 2000 wurden 250 Commemorativ-Modelle dieses Typs angeboten.
- 3,5″ Field Model Questar, nur Tubus
- 3,5″ Questar Duplex, Tubus ohne Werkzeug von der Gabelmontierung demontierbar zum Aufsetzen auf Deutsche Montierungen
- 3,5″ Questar Birder, modifiziertes Feld-Modell, ohne eingravierte Karten auf dem Tubus, fest eingestellter 10-fach-Sucher, zur Beobachtung von Vögeln und anderen Wildtieren.

## Einsatz
Obschon die Produktion von Questar 3,5″-Teleskopen für den privaten Markt bestimmt war, wurden sie auch von der US-amerikanischen Luft- und Raumfahrtbehörde NASA sowohl im Gemini-Programm für Erdfotos als auch im Apollo-Programm bei der Erkundung des Mondes eingesetzt. Ein Kunde war Wernher von Braun, er erwarb 1959 eines dieser Teleskope. 